# DDR-Oberliga
DDR-Oberliga var den bedste fodboldrække i DDR, grundlagt i 1948 og sidste sæson blev spillet i 1991.
Efter 2. verdenskrig blev der afviklet separate sportskonkurrencer i de to besatte områder af Tyskland. I Østtyskland blev den bedste fodboldrække oprettet i 1949, med navnet DS-Oberliga, Deutscher Sportausschuss Oberliga. I 1958 fik ligaen navnet DDR-Oberliga og blev styret af Deutscher Fussball Verband der DDR, DFV.
Fra 1949-50 var der 14 hold i ligaen og der var nedrykningen til DDR-liga som havde en nord- og sydliga, frem til 1954 blev der ændret i antallet af hold i ligaerne. Fra 1954-55 fandt man den endelige struktur som forblev sådan frem til nedlæggelsen i 1991. DDR-Oberligaen bestod af 14 hold hvor der rykkede 2 hold ned i DDR-Liga Staffel A og Staffel B.

## Oprettelse af Oberliga
Holdene til den første sæson af DDR-Oberliga blev fundet ved at at spille en turnering i hver af de fem delstater som blev til DDR, de to finalister i hver turnering fik en plads i Oberligaen, fra Sachsen deltog 4 hold i ligaen, de to sidste pladser blev tildelt finalisterne i pokalturneringen.
- ZSG Anker Wismar (Mester Mecklenburg-Vorpommern)
- BSG Vorwärts Schwerin (Finalist Mecklenburg-Vorpommern)
- BSG Volksstimme Babelsberg (Mester Brandenburg)
- BSG Franz Mehring Marga (Finalist Brandenburg)
- SG Freiimfelde Halle (Mester Sachsen-Anhalt)
- SG Blau-Weiß Stendal (Finalist Sachsen-Anhalt)
- SG Dresden-Friedrichstadt (Mester Sachsen)
- ZSG Industrie Leipzig (Finalist Sachsen)
- SG Einheit Meerane (Sachsen)
- ZSG Horch Zwickau (Sachsen)
- SG Fortuna Erfurt (Mester Thüringen)
- SG Altenburg-Nord (Finalist Thüringen)
- BSG Waggonbau Dessau (Pokalvinder)
- BSG Gera Süd (Pokalfinalist)

## Afslutningen af Oberliga
Efter genforeningen af Tyskland blev fodboldturneringerne slået sammen, holdene fra Oberliga blev delt i 3 grupper efter deres placering i den sidste sæson.
Bundesligaen: Gruppe 1
- Dynamo Dresden
- F.C. Hansa Rostock

2. Bundesliga Nord: Gruppe 2
- Stahl Brandenburg

2. Bundesliga Syd: Gruppe 2
- 1. FC Lok Leipzig
- Chemnitzer FC
- FC Carl Zeiss Jena
- FC Rot-Weiß Erfurt
- Hallescher FC

NOFV-Oberliga Nord: Gruppe 3
- BFC Dynamo Berlin
- FC Stahl Eisenhüttenstadt
- FC Vorwärts Frankfurt/Oder

NOFV-Oberliga Midt: Gruppe 3
- 1. FC Magdeburg
- FC Energie Cottbus

NOFV-Oberliga Syd: Gruppe 3
- FC Sachsen Leipzig

## Vinder af DDR-Oberliga
| Sæson   | Klub                      |
| ------- | ------------------------- |
| 1947-48 | SG Planitz                |
| 1948-49 | ZSG Union Halle           |
| 1949-50 | ZSG Horch Zwickau         |
| 1950-51 | BSG Chemie Leipzig        |
| 1951-52 | BSG Turbine Halle         |
| 1952-53 | SG Dynamo Dresden         |
| 1953-54 | BSG Turbine Erfurt        |
| 1954-55 | BSG Turbine Erfurt        |
| 1956    | SC Wismut Karl Marx Stadt |
| 1957    | SC Wismut Karl Marx Stadt |
| 1958    | ASK Vorwärts Berlin       |
| 1959    | SC Wismut Karl Marx Stadt |
| 1960    | ASK Vorwärts Berlin       |
| 1961    | Ingen mester              |
| 1961-62 | ASK Vorwärts Berlin       |

| Sæson   | Klub                |
| ------- | ------------------- |
| 1962-63 | SC Motor Jena       |
| 1963-64 | BSG Chemie Leipzig  |
| 1964-65 | ASK Vorwärts Berlin |
| 1965-66 | FC Vorwärts Berlin  |
| 1966-67 | FC Karl-Marx-Stadt  |
| 1967-68 | FC Carl Zeiss Jena  |
| 1968-69 | FC Vorwärts Berlin  |
| 1969-70 | FC Carl Zeiss Jena  |
| 1970-71 | SG Dynamo Dresden   |
| 1971-72 | 1. FC Magdeburg     |
| 1972-73 | SG Dynamo Dresden   |
| 1973-74 | 1. FC Magdeburg     |
| 1974-75 | 1. FC Magdeburg     |
| 1975-76 | SG Dynamo Dresden   |
| 1976-77 | SG Dynamo Dresden   |

| Sæson   | Klub                 |
| ------- | -------------------- |
| 1977-78 | SG Dynamo Dresden    |
| 1978-79 | Berliner FC Dynamo   |
| 1979-80 | Berliner FC Dynamo   |
| 1980-81 | Berliner FC Dynamo   |
| 1981-82 | Berliner FC Dynamo   |
| 1982-83 | Berliner FC Dynamo   |
| 1983-84 | Berliner FC Dynamo   |
| 1984-85 | Berliner FC Dynamo   |
| 1985-86 | Berliner FC Dynamo   |
| 1986-87 | Berliner FC Dynamo   |
| 1987-88 | Berliner FC Dynamo   |
| 1988-89 | SG Dynamo Dresden    |
| 1989-90 | 1. FC Dynamo Dresden |
| 1990-91 | F.C. Hansa Rostock   |